# ایمی هکرلینگ
اِیمی هکرلینگ (انگلیسی: Amy Heckerling؛ زادهٔ ۷ مهٔ ۱۹۵۴) هنرپیشه، کارگردان، تهیه‌کننده و پدیدآور اهل ایالات متحده آمریکا است. وی از سال ۱۹۷۷ میلادی تاکنون مشغول فعالیت بوده‌است.
ایمی هکرلینگ از کارگردانان مورد تأیید دانشگاه نیویورک و مؤسسه فیلم آمریکا است. او از دریافت کنندگان مدال فرانکلین شافر و مدال استعدادهای خلاق مؤسسه فیلم آمریکا است. هکرلینگ در ۱۹۸۲ با فیلم نخست اش توانست قابلیت‌های کارگردانی خود را در قلمرو سینمای هالیوود به نمایش بگذارد

## فیلمشناسی
| سال     | فیلم                         | نقش                                  | توضیحات |
| ------- | ---------------------------- | ------------------------------------ | --- |
| 1977    | Getting It Over With         | کارگردان / نویسنده                   | فیلم کوتاه – بنیاد فیلم آمریکا فیلم پایان‌نامه |
| ۱۹۸۲    | اوقات خوش در ریجمونت های     | کارگردان                             | |
| ۱۹۸۴    | جانی خطرناک                  | کارگردان                             | |
| ۱۹۸۵    | تعطیلات اروپایی نشنال لمپون  | کارگردان                             | |
| ۱۹۸۶    | زمان سریع                    | تهیه‌کننده؛ کارگردان / نویسنده        | مجموعه تلویزیونی بر اساس Fast Times at Ridgemont High; کارگردان/نویسنده برای ۳ قسمت                                                                                              |
| ۱۹۸۸    | Life on the Flipside         | تهیه‌کننده                            | تله‌فیلم |
| ۱۹۸۹    | ببین کی داره حرف می‌زنه       | کارگردان / نویسنده                   | |
| ۱۹۹۰    | ببین دیگه کی داره حرف می‌زنه  | کارگردان / نویسنده                   | کمک نویسنده همراه با نیل اسرائیل |
| ۱۹۹۱–۹۲ | Baby Talk                    | کمک تهیه‌کننده؛ نویسنده               | مجموعه تلویزیونی (۳۵ قسمت) |
| ۱۹۹۳    | ببین حالا کی حرف می‌زنه       | تهیه‌کننده                            | |
| ۱۹۹۵    | بی‌سرنخ                       | کارگردان / نویسنده / تهیه‌کننده       | |
| ۱۹۹۶-۹۹ | Clueless                     | خالق؛ تهیه‌کننده / کارگردان / نویسنده | مجموعه تلویزیونی (۶۲ قسمت); تهیه‌کننده برای فصل یکم؛ کارگردان/نویسنده برای ۴ قسمت                                                                                                 |
| ۱۹۹۸    | شبی در راکسبری               | تهیه‌کننده                            | |
| ۱۹۹۹    | مولی                         | تهیه‌کننده اجرایی                     | |
| ۲۰۰۰    | بازنده                       | کارگردان / نویسنده / تهیه‌کننده       | |
| ۲۰۰۵    | اداره (مجموعه تلویزیونی)     | کارگردان                             | مجموعه تلویزیونی؛ کارگردانی قسمت ششم و پایانی فصل نخست: دختر جذاب |
| ۲۰۰۷    | من هرگز نمی‌تونم همسر تو باشم | کارگردان / نویسنده                   | |
| ۲۰۱۲    | خون‌آشام‌ها                    | کارگردان / نویسنده                   | |
| ۲۰۱۲    | دختر سخن‌چین                  | کارگردان                             | مجموعه تلویزیونی؛ کارگردانی قسمت‌های "Father and the Bride" و "Monstrous Ball" |
| ۲۰۱۵–۱۷ | بلوط‌های سرخ                  | کارگردان                             | مجموعه تلویزیونی؛ کارگردانی قسمت‌های "Body Swap" و "After Hours" در فصل یکم، "The Bris" و "Independence Day" در فصل دوم، و "Samwich" و "A Little Business Proposition" در فصل سوم |